# The Enid

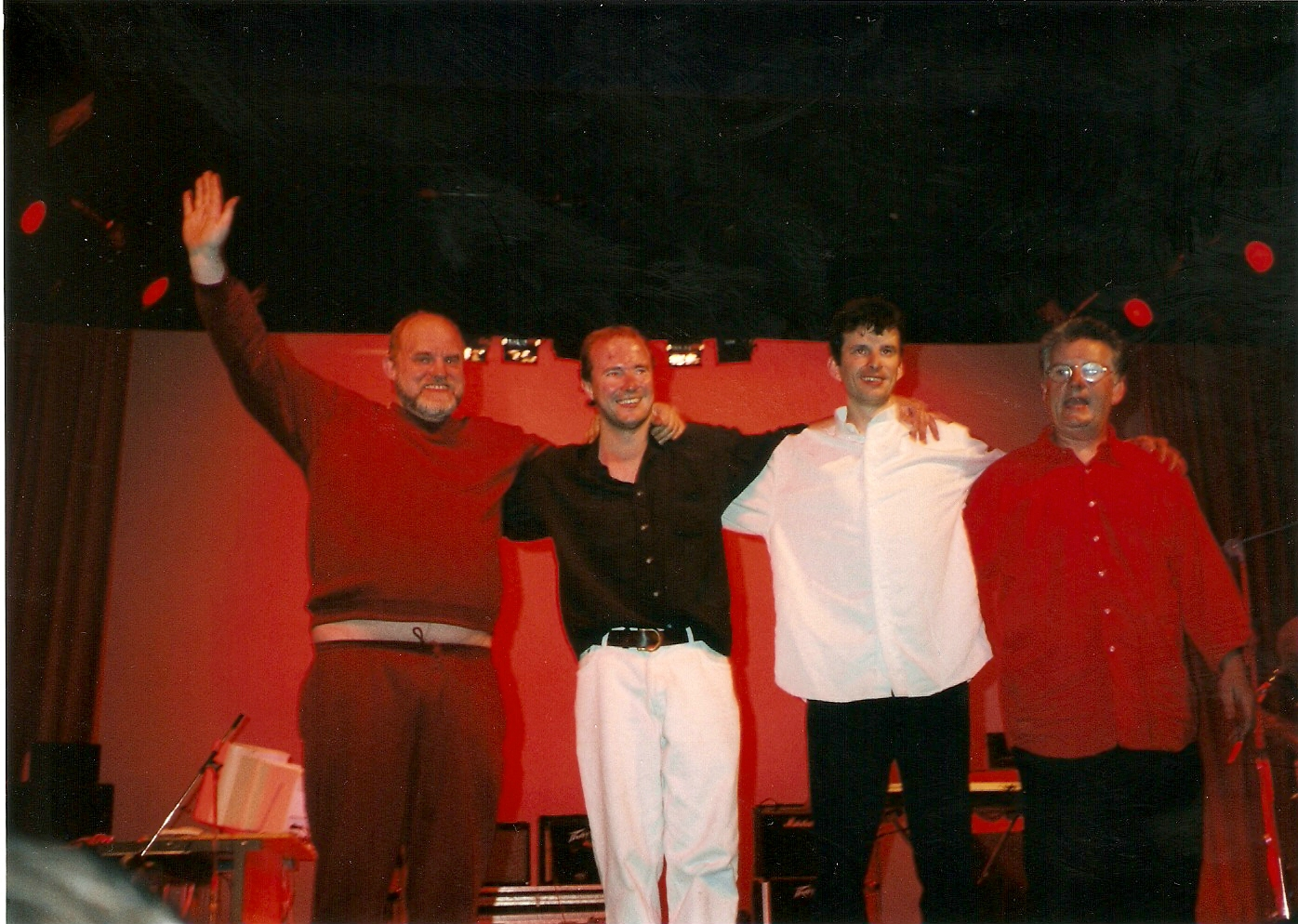
The Enid in 1998

The Enid is een Britse band, die onregelmatig heeft bestaan en bestaat.

## Biografie
De band werd opgericht door Robert John Godfrey, die eerder gewerkt heeft bij Barclay James Harvest. Hij studeerde onder meer aan Finchden Manor, wiens leider Georges Lyward in 1973 overleed. Godfrey had net zijn soloalbum Hyperion afgeleverd voor Charisma Records. Godfrey ging proberen het opleidingscentrum voort te zetten en tegenzin van de zoon van de voormalig leider. Aan het eind van ieder seizoen werd een toneelstuk gespeeld en het eind van Fincheden Manor werd dan ook gevormd door een theaterstuk The quest of the holy grail. Componisten van de muziek waren Francis Lickerish en Stephen Stewart. In juni 1974 ging de school alsnog dicht. Al snel daarna besloten Godfrey, Lickerish, Stewart en David Williams een muziekgroep te vormen.
In 1975 kwam The Enid tot stand, Godfrey, Stewart, Lickerish en William Gilmour begonnen in een tijd, dat hun muziek, symfonische rock uit de gratie raakte. Punk werd de nieuwe muziek. Gilmour verliet de band al snel en richtte Craft op (later verenigde hij zich met Lickerish in Secret Green). 
De band kende een goede start: ze kregen een platencontract bij EMI (het dan oude platenlabel van Barclay James Harvest). Hun platen verkochten matig doordat de muziekwereld een andere kant was opgegaan. The Enid verdween in de anonimiteit en moest het hebben van op muziekcassettes uitgebrachte muziek. In 1981 speelden ze Kim Wildes debuutalbum vol, maar verdere wapenfeiten bleven uit. Wel kwam er af en toe een langspeelplaat uit, maar noteringen in albumlijsten bereikten ze niet. EMI zette de zaak op scherp door de eerste albums uit de handel te halen. De band nam hun eerste twee albums opnieuw op en voorzag ze ook van nieuwe muziek.
Toch bleef er al die jaren vraag naar The Enids muziek en er kwamen dus regelmatig heruitgaven, waarbij allerlei muziek van diverse albums werden gecombineerd. De band zelf bleef eigenlijk altijd bestaan, maar had wat dat betreft te lijden onder de ziektes van Godfrey. Hij lijdt aan suikerziekte, depressies en heeft vaak last van een schrijversblok. Gedurende de periode 1997 tot 2010 verscheen geen nieuw materiaal, wel af en toe een retro-album. Wat de ellende groter maakte was dat Inner Sanctum, die hun materiaal sinds 2001 uitgaf, eigenlijk niet geïnteresseerd was in de muziek, maar in de handelsnaam The Enid. The Enid merkte dat Inner Sanctum hun officiële uitgaven als bootlegs aan de man bracht en stak daar samen met EMI een stokje voor. Met EMI werd overeengekomen dat albums voortaan via de groep zelf verschijnen op het label Operation Seraphim.     

## Discografie

### reguliere albums
- 1976: In the region of the summer stars (1e versie)
- 1977: Aerie faerie nonsense (1e versie)
- 1978: Touch me op Pye Records
- 1979: Six pieces op Pye Records
- 1983: Something wicked this way comes op Enid Records 003
- 1984: Live at Hammersmith Volume 1 op Enid Records 001
- 1984: Live at Hammersmith Volume 2 op Enid Records 002
- 1984: Aerie faerie nonsens (2e versie) op Enid Records 006
- 1984: In the region of the summer stars op Enid Records 007
- 1985: The spell op Enid Records 008
- 1985: Fand op Enid Records 009
- 1986: Salome op Enid Records 010
- 1987: Aerie faerie nonsens op Enid Records 009
- 1988: Final noise
- 1994: Tripping the light fantastic
- 1995: Sundialer
- 1997: White goddess
- 1999: Tears of the sun
- 2009: Arise and shine
- 2010: Journey's End en Journey's End - Orchestrations
- 2011: Arise and shine, volume 2
- 2012: Invicta
- 2013: Live at Town Hall, Birmingham
- 2017: Resurgency
- 2017: Live at the Citadel
- 2018: Live at Union Chapel
- 2019: U

Onder The Enid werd ook uitgebracht The seed and the sower van Godfrey/Stewart uit 1988.

### Speciale en fanclubuitgaven
- The Stand (1984)
- The Stand (1985)
- Liverpool (1986)
- The Music of William Arkle (1986)
- The Enid at Hammersmith 17th October 1986 (Official Bootleg)
- The Enid at Hammersmith 30th October 1987 (Official Bootleg)
- Joined By The Heart (1987)
- Reverberations (Robert John Godfrey soloalbum) (1987)

### Singles
- "The Lovers"/"In The Region Of Summer Stars" (1976) (Buk BUK 3002)
- "Jubilee"/"Omega" (1977) (EMI International INT 534) uiteindelijk niet uitgegeven
- "Golden Earrings"/"Omega" (1977) EMI (BUK) INT 540
- "Dambusters March"/"Land Of Hope & Glory"/"The Skyeboat Song" (1979) (Pye 7P 106)(PS, Blue vinyl with RAF roundel design)
- "Fool" (with Malcolm Le Maistre)/"Tito" (1980) Pye 7P 187 (PS)
- "Golden Earrings"/"665 The Great Bean" (1980) EMI 5109 (PS)
- "When You Wish Upon A Star"/"Jessica" (1981) (Bronze BRO 127)(PS)
- "Heigh Ho"/"Twinkle Little Star" (1980)(Bronze BRO 134)
- "Then There Were None"/"Letter From America" (1982) RAK 349 (PS)
- "Then There Were None"/"Letter From America"/"Raindown" (1984) (PS, 12")
- "Itchycoo Park"/"Sheets Of Blue" (1986) (7": Sedition EDIT 3314)(PS) - (12" - Sedition EDITL 3314, blue vinyl)
- "Salome"/"Salomee" (1990) (7" - Enid ENID 7999)(PS) (12"- Enid ENID 6999)(PS)